# Biblioteca del Archivo Nacional de Costa Rica
La Biblioteca del Archivo Nacional costarricense constituye una Unidad de Información Especializada en Archivística y Ciencias Afines, única en el país por su carácter de especialización en el área de la Ciencia de la Información, posee un fondo bibliográfico de dimensiones cualitativas y cuantitativas lo cual la coloca como la más importante en su tipo Costa Rica.

## Objetivo
En la Normativa de la Biblioteca Especializada en Archivística y Ciencias afines se establece en el capítulo 1, artículo 1, el fin primordial:
"La Biblioteca Especializada en Archivística y Ciencias afines del Archivo Nacional tiene como objetivo brindar tanto a los usuarios internos como a los externos, un servicio complementario de información especializada en Archivística y Ciencias afines".

## Colecciones
Asimismo, en la Normativa de la Biblioteca especializada en Archivística y Ciencias afines,  capítulo III, artículo 6 indica:
"El acervo de la Biblioteca está integrado por todos los materiales bibliográficos contenidos en las colecciones de Archivística, colección general y colección especial, todas bajo la modalidad de estantería cerrada".
- Colección especializada en Archivística: Integrada por monografías, manuales, memorias, publicaciones periódicas, boletines, fotocopias, vídeos, discos compactos y material extraído de Internet en temas de Archivística.

- Colección general: Se compone de libros, memorias, informes, estadísticas, boletines, publicaciones periódicas, de temas relacionados con la Historia, Geografía, Genealogía y Diplomática.

- Colección especial: Comprende todos los materiales bibliográficos que se encuentran bajo la modalidad de reserva, así como de discos compactos, DVD y videos, ambas de la colección de Archivística y colección general.

- Colección de Derechos de Autor: Comprende la colección de libros, publicaciones periódicas, discos compactos, discos ópticos tando en CD ROOM como DVD, videos, juegos y cualquier otro tipo de soporte que ingresa a la Biblioteca.

- Colección de Urna: Colección formada por material bibliográfico donde se refleja el patrimonio cultural, histórico, artístico y social Costarricense. Contiene 235 libros de finales del siglo XVIII y mediados del siglo XX.

Álbum de Figueroa
En las colecciones del fondo antiguo o de urna, destaca el Álbum de Figueroa del autor José María Figueroa Oreamuno, es un documento único e incluye información variada de la Costa Rica del siglo XIX, constituye uno de los más valiosos tesoros documentales de Costa Rica custodiado en el Archivo Nacional y se cree que recopila información de 1850 a 1900.
En 191 folios manuscritos e impresos, mapas, árboles genealógicos, dibujos y mapas se encuentran la historia de los indígenas de la colonia y de la vida independiente, narraciones y descripciones, situaciones de la vida cotidiana y política, diarios de viajes, sismología, geografía, historia y antropología entre otros, el material se distribuye en dos tomos, hoy día están disponibles en versión digital.
En el año de 1900 muere Figueroa y poco después el Estado costarricense adquiere la obra de manos de su sobrina, durante la administración de Rafael Iglesias Castro, para la fecha de 1903 el álbum se le entrega al Archivo Nacional, después se traslada a la Biblioteca Nacional de Costa Rica y nuevamente vuelve al Archivo Nacional en 1995 donde se procede a su restauración.
El álbum se exhibe en el 2001 en la exposición “El Álbum de Figueroa: viaje por las páginas del tiempo”. En el 2009 se inscribe a nivel nacional y en el registro del Mundo de la UNESCO. En el 2010 se agrega al álbum los cuatro ""Cuadernos de Figueroa" luego de la restauración por los daños que presentaban.
Por razones de conservación este material tiene acceso restringido al público para su consulta, pero se puede consultar por medio de una reproducción digital que facilita la Sala de Consulta del Archivo Histórico costarricense.

## Usuarios
La biblioteca especializada en Archivística y Ciencias Afines brinda sus servicios a:
- usuarios internos: las personas que laboran en el Archivo Nacional de Costa Rica.
- usuarios externos: cualquier persona interesada en consultar los materiales bibliográficos, ya sean historiadores, investigadores, estudiantes o particulares, asimismo también tiene por usuarios aquellas instituciones que tiene convenio con el Archivo Nacional para préstamo interbibliotecario.

## Servicios
- Búsquedas especializadas: Consiste en la búsqueda del material sobre un tema específico, a solicitud del usuario.

- Préstamo de material bibliográfico a in situ y a domicilio: El préstamo de material bibliográfico in situ, para que sea consultado por los usuarios externos, en el área de la Biblioteca. El préstamo de material bibliográfico a domicilio, para las personas que laboran para la Dirección General del Archivo Nacional, así como los miembros de la Junta Administrativa del Archivo Nacional.

- Consultas telefónicas, fax y correo electrónico: Consiste en proporcionar información, sobre los diversos tipos de materiales bibliográficos que componen el acervo, sus contenidos y los servicios de la Biblioteca.

- Convenio de préstamo interbibliotecario: Préstamo que se otorga a otras Bibliotecas, respetando lo establecido en el Convenio de Préstamo Interbibliotecario del Archivo Nacional.

- Reproducción del material bibliográfico: Fotocopia de publicaciones, para fines didácticos y culturales.  Mediante cámara digital, se reproducirán: La colección de leyes y decretos, la Revista del Archivo Nacional y Documentos para la Historia de Costa Rica de León Fernández Bonilla.

## Publicaciones
El Archivo Nacional realiza diversas publicaciones especializadas en la disciplina y campos afines, como las siguientes:
- Boletín de Referencias Bibliográficas.

La biblioteca de archivística mantiene boletines de publicación mensual que es enviado a la Dirección General del Archivo Nacional, donde se detalla cada documento que entra cada mes, sus respectivas referencias bibliográficas y la disponibilidad al usuario, la Biblioteca del Archivo Nacional realiza difusión del material ingresado en sus colecciones, mediante la confección y envió de un "Boletín de referencias bibliográficas" y un segundo "Boletín electrónico de novedades".
- Índice de la Revista del Archivo Nacional (1936-2013)

Disponible en el sitio web de la institución, consta con un índice consecutivo, por autor, por título, por materia preparado por Ana Patricia Segura Solís, Bibliotecóloga y responsable de la Biblioteca del Archivo Nacional.